# Полуночная месса (телесериал)
«Полуночная месса» (англ. Midnight Mass) — американский веб-сериал в жанре сверхъестественного и ужасов, созданный Майком Флэнаганом для платформы Netflix. В главных ролях снялись Зак Гилфорд, Кейт Сигел и Хэмиш Линклейтер. Премьера состоялась 24 сентября 2021 года. Сериал получил положительные отзывы от критиков.

## Синопсис
После прибытия молодого харизматичного священника в изолированное от остального мира на острове сообщество, оно сталкивается со сверхъестественными событиями, невероятными чудесами и пугающими предзнаменованиями.

## Актёрский состав
- Хэмиш Линклейтер — отец Пол Хилл, новый священник церкви Святого Патрика, прибывший на временную замену пожилому монсеньору Прюитту.
- Зак Гилфорд — Райли Флинн, бывший венчурный инвестор, который возвращается в свой родной город на Крокетт-Айленде после того, как провел четыре года в тюрьме за совершенную в нетрезвом виде аварию, в результате чего погибла женщина.
- Кейт Сигел — Эрин Грин, школьная любовь Райли, которая сейчас работает учительницей на Крокетт-Айленде и ждёт ребёнка.
- Кристин Леман — Энни Флинн, набожная, всепрощающая мать Райли и Уоррена.
- Саманта Слойан[англ.] — Бев Кин, активная и властная прихожанка церкви Святого Патрика и влиятельная фигура в обществе.
- Игби Ригни — Уоррен Флинн, младший брат Райли, который служит в церкви Святого Патрика алтарником, возлюбленный Лизы.
- Рахул Коли — шериф Хассан. Шериф Крокетт-Айленда. Будучи мусульманином, вступает в конфликт с преимущественно христианским населением города.
- Аннара Саймон — Лиза Скарборо, набожная дочь мэра, которая после полученного ранения прикована к инвалидному креслу, возлюбленная Уоррена.
- Аннабет Гиш — доктор Сара Ганнинг, врач и близкая подруга Эрин.
- Алекс Эссоу[англ.] — Милдред Ганнинг, пожилая мать Сары, страдающая старческим слабоумием.
- Раул Аббури — Али Хассан, сын шерифа и друг Уоррена и Укера.
- Мэтт Бидел — Стердж, разнорабочий.
- Майкл Трукко — Уэйд Скарборо, мэр Крокетт-Айленда, отец Лизы.
- Кристал Бэлинт — Долли Скарборо, жена Уэйда и мать Лизы.
- Луис Оливер — Укер, друг Уоррена и Али, который также служит алтарником в церкви Святого Патрика.
- Генри Томас — Эд Флинн, отец Райли, который работает рыбаком и не рад возвращению сына домой.
- Роберт Лонгстрит — Джо Колли, городской пьяница.

## Эпизоды
| № | Название                                                           | Режиссёр      | Автор сценария                               | Дата премьеры    |
| --- | ------------------------------------------------------------------ | ------------- | -------------------------------------------- | ---------------- |
| 1 | «Книга I. Бытие» «Book I: Genesis»                                 | Майк Флэнаган | Майк Флэнаган                                | 24 сентября 2021 |
| Райли Флинн возвращается в свой родной рыбацкий поселок на Крокетт-Айленде у побережья штата Вашингтон, отсидев четыре года в тюрьме за совершённую в нетрезвом виде аварию, в результате которой погибла молодая женщина. Утратив за время заключения веру в Бога, Райли пытается вновь интегрироваться в набожную католическую общину городка, в которую входят его родители Энни и Эд, младший брат Уоррен, возлюбленная детства Эрин Грин (которая теперь беременна и работает школьной учительницей), ревностная прихожанка Бев Кин и отец Пол Хилл, новый пастор, временно замещающий пожилого монсеньора Прюитта. Город переживает экономический спад после аварии танкера и разлива нефти, погубившего рыболовный промысел. Уоррен со своими друзьями Укером и Али ночью отправляются выпить и покурить на Торфяники — в отдаленный район острова, населенный одичавшими кошками. Следующей ночью Райли видит фигуру монсеньора Прюитта, идущего по пляжу в разгар бури, но вскоре фигура исчезает. На следующее утро на пляже обнаруживаются сотни мёртвых кошек. |                                                                    |               |                                              |                  |
| 2 | «Книга II. Псалмы» «Book II: Psalms»                               | Майк Флэнаган | Майк Флэнаган, Джеймс Флэнаган, Илан Гейл    | 24 сентября 2021 |
| Горожане не могут определить причину гибели кошек, найденных на пляже. Бев рассыпает крысиный яд в окрестностях церкви, надеясь отпугнуть возможных хищников. Отец Пол узнает, что Лизу Скарборо, прикованную к инвалидной коляске дочь мэра Крокетт-Айленда, парализовало после того, как городской пьяница Джо Колли случайно ранил её из ружья, и пуля попала в позвоночник. Во время ежегодного фестиваля в Пепельную среду пёс Джо внезапно умирает, съев еду с земли. Джо подозревает, что собаку отравила Бев, которую он лично презирает за то, что она выманивала у прихожан пожертвования на церковь после того, как убедила их принять соглашение с нефтяной компанией, отравившей воды залива, и получить щедрые компенсации. Эрин видит рядом с домом таинственное существо. Райли посещает встречу Анонимных Алкоголиков наедине с отцом Полом и выражает своё презрение к доктрине теодицеи из-за чувства вины за автомобильную аварию со смертельным исходом. Во время воскресной мессы отец Пол настаивает, чтобы Лиза поднялась с инвалидного кресла и приняла святое причастие; к всеобщему шоку присутствующих, Лиза встаёт и идёт. |                                                                    |               |                                              |                  |
| 3 | «Книга III. Притчи» «Book III: Proverbs»                           | Майк Флэнаган | Майк Флэнаган, Джеймс Флэнаган               | 24 сентября 2021 |
| На Крокетт-Айленде начинается религиозное возрождение после внезапного выздоровления Лизы, которое воспринимается жителями как чудо. Лиза навещает Джо, и со слезами на глазах признаётся, что много лет ненавидела его за причиненный вред, но в конце концов прощает его. Растроганный Джо решает посетить встречу анонимных алкоголиков вместе с Райли и отцом Полом. Полицейский шериф Хассан, мусульманин, находящийся в меньшинстве относительно христианского населения города, узнаёт, что его сын Али изучает Библию, и безуспешно пытается убедить Бев на собрании прекратить раздачу библий ученикам государственных школ. Отец Пол падает на глазах у Бев и Скарборо и умирает, кашляя кровью, но вскоре внезапно оживает. Во флешбэке, действие которого происходит накануне его первой мессы на острове, Пол сидит в исповедальне и рассказывает подлинную историю монсеньора Прюитта: после визита в Иерусалим недалеко от Дамаска Прюитт попал в песчаную бурю и укрылся в древних руинах, где на него напал крылатый вампир (который, по убеждению Прюитта, является ангелом) и напоил его своей кровью. Проснувшись на следующее утро, Прюитт обнаружил, что снова стал молодым; таким образом, отец Пол на самом деле является омолодившимся монсеньором Прюиттом. |                                                                    |               |                                              |                  |
| 4 | «Книга IV. Плач Иеремии» «Book IV: Lamentations»                   | Майк Флэнаган | Майк Флэнаган, Дэни Паркер                   | 24 сентября 2021 |
| Во время планового осмотра врач Сара Ганнинг сообщает Эрин, что у неё случился выкидыш. Расстроенная Эрин проводит день с Райли, оплакивая своего нерожденного ребенка и обсуждая их детство и взгляды на загробную жизнь. На следующее утро Эрин отправляется на материк, чтобы услышать второе экспертное мнение, но врач сомневается, была ли Эрин беременна на самом деле. Тем временем отец Пол начинает испытывать симптомы вампиризма, включая ожоги от солнечного света, и Бев догадывается о его истинной сущности. Не имея возможности выполнять свои обязанности средь бела дня, отец Пол проводит вечернее причастие дома у пожилой матери доктора Ганнинг Милдред, которая узнает в отце Поле монсеньора Прюитта. В дом отца Пола заглядывает Джо, который становится свидетелем того, как отец Пол пьёт кровь Ангела, которую он разбавил вином для причастия. Пол убивает Джо и выпивает его кровь. На следующее утро Бев, мэр Скарборо и местный разнорабочий Стёрдж обнаруживают труп Джо и измождённого отца Пола. Бев решает скрыть убийство, считая, что действия отца Пола оправданы, а его воскрешение — предзнаменование Второго пришествия Христа. К вечеру отец Пол приходит в форму и проводит встречу Анонимных Алкоголиков для Райли. Пол объясняет Райли отсутствие Джо тем, что он якобы уехал на материк навестить сестру. Однако Райли знает, что это неправда: ранее Джо рассказал ему, что сестра умерла несколько месяцев назад. Райли покидает собрание в замешательстве, но позже, решив разобраться с Полом, возвращается в центр отдыха, где на него нападает вампир, который заполнял графин своей кровью. |                                                                    |               |                                              |                  |
| 5 | «Книга V. Евангелие» «Book V: Gospels»                             | Майк Флэнаган | Майк Флэнаган                                | 24 сентября 2021 |
| Эрин, обеспокоенная внезапным исчезновением Райли, подает заявление о пропаже человека шерифу Хассану, который предполагает, что Райли мог уйти в запой или совершить самоубийство. На вечерней мессе в Страстную пятницу отец Пол произносит проповедь, изобилующую милитаристской риторикой, призывая прихожан готовиться к войне в качестве солдат Армии Господа. Эта проповедь расстраивает Милдред Ганнинг, чье физическое и психическое состояние резко улучшилось после визита отца Пола. Позже тем же вечером Райли появляется на пороге дома Эрин и просит её отправиться с ним в море на лодке. Эрин соглашается, хоть и подозревает неладное. Отплыв далеко от острова, Райли рассказывает Эрин о том, что с ним произошло: после нападения Ангела Райли быстро поправился под присмотром отца Пола. Отец Пол открывает ему своё истинное лицо и рассказывает, что считает кровь Ангела даром Божьим и подмешивает её в вино для причастия, чтобы исцелить жителей Крокетт-Айленда. Он также считает, что вампирические черты, которые проявляются у них обоих, — это милость Божья. Бев согласна с этим убеждением, считая, что бессмертие, которое приносит кровь, является знаком Конца света. Райли покидает центр отдыха и навещает свою семью перед тем, как отправиться к Эрин. Эрин спрашивает Райли, зачем он привёз её на лодке туда, откуда ей не выбраться. Райли объясняет, что не хочет напугать или изолировать Эрин, а привез её для того, чтобы «ему некуда было деться». Райли признается Эрин в любви, и она отвечает взаимностью. Во время восхода солнца Райли видит в лодке девушку, которую он убил при аварии; она улыбается и берёт его за руку. Райли воспламеняется и сгорает, обращаясь в пепел, а Эрин кричит от ужаса.                                            |                                                                    |               |                                              |                  |
| 6 | «Книга VI. Деяния святых апостолов» «Book VI: Act of The Apostles» | Майк Флэнаган | Майк Флэнаган, Джеймс Флэнаган, Джефф Говард | 24 сентября 2021 |
| После смерти Райли Эрин возвращается на остров и рассказывает Саре о происходящем в городе. Сара демонстрирует Эрин помолодевшую Милдред и показывает, как образцы её крови испаряются под воздействием солнечного света. Сара делится с Эрин и Милдред своей теорией о том, что отец Пол через вино для причастия распространяет вирус, создающий чудеса. Сара сообщает шерифу Хассану о своих подозрениях относительно происходящего в церкви, но Хассан отказывается предпринимать какие-либо меры, не желая ещё больше обострять отношения с местными жителями. Эрин сообщает Энни о смерти Райли, но разъяренная Энни отказывается ей верить. Эрин, Сара и Милдред намерены переправиться на пароме на материк, но обнаруживают, что мэр Скарборо отослал паромы на ремонт. Они становятся свидетелями того, как Стердж закрывает рыбацкие лодки. В ночь перед пасхальной мессой Стердж отключает электричество в городе и повреждает вышку мобильной связи. Перед началом мессы горожане совершают шествие по острову со свечами. Отец Пол признаётся прихожанам, что он является монсеньором Прюиттом. На мессу прибывает вампир, и отец Пол сообщает прихожанам, что в их жилах течет кровь вампира, и призывает их выпить яд, чтобы умереть и возродиться. Несколько жителей принимают яд, включая родителей Лизы, Стерджа, Уоррена и Али. Милдред стреляет отцу Полу в голову, и на неё нападает вампир, который уносит её в своих когтях из церкви. Умершие прихожане воскресают в виде вампиров и нападают на тех, кто не выпил яд. Эд обращен в вампира, а Эрин, Хассан, Лиза, Сара, Уоррен и Энни спасаются бегством. Эрин стреляет в Бев, после чего группа убегает в город. Воскресшие Бев и Стердж отправляют вампиров напасть на оставшихся горожан, которые не присутствовали в церкви. |                                                                    |               |                                              |                  |
| 7 | «Книга VII. Откровение» «Book VII: Revelation»                     | Майк Флэнаган | Майк Флэнаган                                | 24 сентября 2021 |
| Обращенная в вампира Милдред воссоединяется с Прюиттом; они были любовниками много лет назад, и Сара — их дочь. Прюитт привёз Ангела на остров, чтобы излечить Милдред и получить второй шанс быть вместе. Эрин и её союзники поджигают лодки, чтобы предотвратить отъезд на материк обращенных прихожан. Вампиры убивают невинных людей, которые не посетили финальную полуночную мессу. Ужаснувшись насилию, Прюитт обличает Бев, а она называет его лжепророком. Бев приказывает своим последователям сжечь всё, кроме церкви и центра отдыха, который она намерена использовать как убежище от солнечного света. Эрин и её союзники пытаются поджечь церковь и центр отдыха, но Стердж стреляет в Сару, Бев смертельно ранит Хассана, а Ангел нападает на Эрин. Умирая, Эрин подрезает ему крылья, чтобы помешать ему улететь с острова. Прихожане церкви потрясены произошедшим и отрекаются от Бев. Али сжигает центр отдыха, не оставляя убежища для обращенных. Горожане встречают рассвет под пение песни «Ближе, Господь, к Тебе» и сгорают заживо: Бев, Али, Прюитт, Милдред и остальные жители острова погибают. Лиза и Уоррен уплывают от берега на лодке и остаются единственными выжившими с острова. Они наблюдают, как Ангел пытается улететь, но у него отказывают крылья. Лиза и Уоррен смотрят на охваченный огнём остров, Лиза говорит, что снова перестала чувствовать ноги. |                                                                    |               |                                              |                  |

## Разработка
1 июля 2019 года стало известно, что платформа Netflix заказала производство веб-сериала «Полуночная месса», который будет состоять из семи эпизодов.
В феврале 2020 года на главные роли были утверждены Зак Гилфорд, Кейт Сигел и Хэмиш Линклейтер. Позднее стало известно, что в сериале также снялись Аннабет Гиш, Майкл Трукко, Саманта Слойан, Генри Томас, Раул Аббури, Кристал Бэлинт, Мэтт Бидел, Алекс Эссоу, Раул Коли, Кристин Леман, Роберт Лонгстрит, Игби Ригни и Аннара Шепард.
Производство должно было начаться в марте 2020 года, но было приостановлено в связи с ограничениями, введёнными из-за пандемии COVID-19.
Производство сериала началось 17 августа 2020 года в Ванкувере (Канада) и завершилось 15 декабря 2020 года. По словам Майка Флэнагана, съёмки проходили непрерывно на протяжении 83 дней в условиях ограничений, связанных с пандемией COVID-19.

## Оценки критиков
На сайте Rotten Tomatoes рейтинг сериала составляет 86 % на основе 96 рецензий критиков со средним баллом 8,1 из 10. «Консенсус критиков» гласит: «Медленное закипание „Полуночной мессы“ — это претенциозная медитация о скорби и вере, столь же великолепная, сколь и тревожная; это триумф ужаса, который оставит зрителей дрожать и думать ещё долгое время после заключительных титров».
На сайте Metacritic рейтинг сериала составляет 74 балла из 100 возможных на основании на 21 рецензии критиков, что означает «в целом положительные отзывы».